# Dasychira grammifera
Dasychira grammifera är en fjärilsart som beskrevs av Schultze 1934. Dasychira grammifera ingår i släktet Dasychira och familjen tofsspinnare. Inga underarter finns listade i Catalogue of Life.